# Georgensgmünd
Georgensgmünd település Németországban, azon belül Bajorországban. Lakosainak száma 6944 fő (2023. december 31.). Georgensgmünd Heideck és Röttenbach községekkel határos.

## Népesség
A település népessége az elmúlt években az alábbi módon változott:
| Lakosok száma | 1314 | 3051 | 4871 | 5167 | 6651 | 6611 | 6660 | 6680 | 6789 | 6944 |
|               | 1875 | 1950 | 1975 | 1987 | 2012 | 2014 | 2016 | 2017 | 2021 | 2023 |